# 多瑙河畔诺伊施塔特
多瑙河畔诺伊施塔特（德語：Neustadt an der Donau，官方拼写为，發音：[ˈnɔʏʃtat ʔan deːɐ̯ ˈdoːnaʊ] ⓘ）是德国巴伐利亚州下巴伐利亚行政区凯尔海姆县的城市，面积93.55平方千米，2023年12月31日人口为14,949人。